# Lottia luchuana
Lottia luchuana is een slakkensoort uit de familie van de Lottiidae. De wetenschappelijke naam van de soort is voor het eerst geldig gepubliceerd in 1901 door Pilsbry.